# Melanotus (schimmel)
Melanotus is een geslacht van schimmels behorend tot de familie Strophariaceae. De typesoort is Melanotus bambusinus.

## Soorten
Volgens Index Fungorum telt het geslacht in totaal 22 soorten (peildatum april 2023):
| Soortnaam               | Auteur(s)                           | Publicatiejaar |
| ----------------------- | ----------------------------------- | -------------- |
| Melanotus alpiniae      | (Berk.) Pilát ex Pegler             | 1960           |
| Melanotus bambusinus    | (Pat.) Pat.                         | 1900           |
| Melanotus brevisporus   | Singer                              | 1977           |
| Melanotus cassiicolor   | (Berk.) Singer                      | 1952           |
| Melanotus communis      | E. Horak                            | 1977           |
| Melanotus decapitatus   | Singer                              | 1989           |
| Melanotus defraudatus   | E. Horak, Desjardin & R.H. Petersen | 1990           |
| Melanotus distinctus    | E. Horak                            | 1977           |
| Melanotus dumontii      | Singer                              | 1989           |
| Melanotus gelineus      | Pegler                              | 1977           |
| Melanotus haematites    | (Berk. & M.A. Curtis) Singer        | 1946           |
| Melanotus heteroloma    | Singer                              | 1989           |
| Melanotus macrosporus   | Natarajan & Raman                   | 1983           |
| Melanotus matrisdei     | Singer                              | 1989           |
| Melanotus patagonicus   | Singer                              | 1969           |
| Melanotus pecten        | (Berk. & M.A. Curtis) Singer        | 1989           |
| Melanotus phaeophyllus  | (Berk.) Pilát                       | 1951           |
| Melanotus poliocephalus | Singer                              | 1977           |
| Melanotus polylepidis   | Singer                              | 1973           |
| Melanotus proteus       | (Sacc.) Singer                      | 1946           |
| Melanotus protractus    | E. Horak                            | 1977           |
| Melanotus subvariabilis | (Speg.) Singer                      | 1951           |